# Révolte de la Gancia

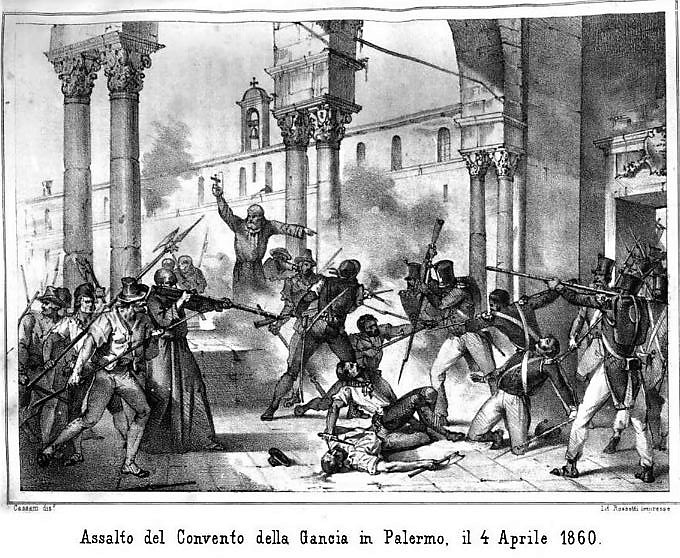
Assaut du couvent de la Gancia, 4 avril 1860.

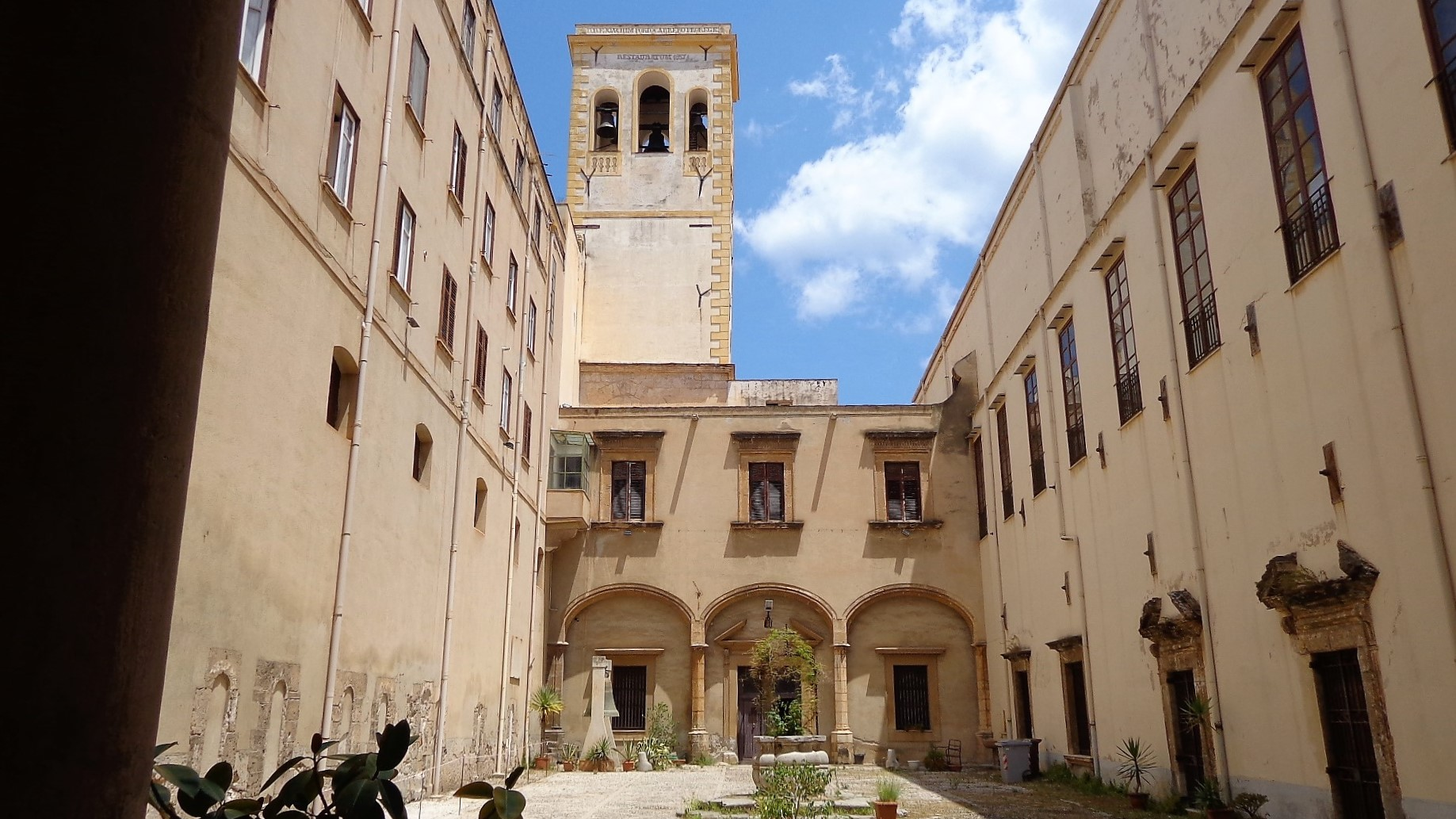
Intérieur du couvent : cloître et clocher.

La révolte de la Gancia est un épisode du Risorgimento italien et s'est déroulé à Palerme, en Sicile, le 4 avril 1860, quelques semaines avant l'expédition des Mille.

## Contexte
Dès le 3 avril 1860, les collines du district de Palerme servent de scène à un premier épisode révolutionnaire. À Boccadifalco, sur les hauteurs de la pente qui domine la vallée de Badia, certaines bandes armées font face à deux compagnies du 9e bataillon de l'armée royale des Deux-Siciles. Non sans résistance, les rebelles sont vaincus et dispersés.
Le lendemain à Palerme, le 4 avril, un autre épisode révolutionnaire est également immédiatement réprimé. Il a pour protagoniste Francesco Riso, et loin de la scène, Francesco Crispi, qui coordonne l'action des émeutiers depuis Gênes.

## La révolte
Le couvent de la Gancia de l'ordre des frères mineurs est choisi comme centre des opérations, où Riso depuis un certain temps, avec l'appui des religieux, a commencé à amasser des armes et des munitions.
Dans la nuit du 3 au 4 avril, les rebelles, une soixantaine, s'introduisent dans le couvent, où ils attendent le matin pour commencer l'insurrection. À 5 heures, le son des cloches de l'église, qui donne le signal aux groupes armés stationnés dans les montagnes, enclenche le début de l'insurrection et des premiers coups de feu.
Informé la veille par l'un des moines, le père Michele da Sant'Antonino, le chef de la police de Palerme, Salvatore Maniscalco a fait déployer des soldats du 6e régiment de ligne près du couvent. Les soldats pénètrent dans le couvent et écrasent les conjurés, il y a 20 morts, dont un frère. Francesco Riso, blessé, meurt à l'hôpital. Treize hommes sont arrêtés, d'autres parviennent à prendre la fuite et deux se cachent plusieurs jours dans les tombes du couvent.
Un autre groupe, mené par Salvatore La Placa, a tenté de rejoindre le couvent depuis la Piazza Magione mais s'est heurté à l'unité du capitaine Giorgio Chinnici. Malgré des combats mineurs à la Porta Sant'Antonino et à la Porta di Termini, la ville ne réagit pas à la tentative de soulèvement.
Au cours des jours suivants, dans la ville, les signes d'un nouveau soulèvement apparaissent, et cela contribue à rendre exemplaire la sentence contre les rebelles de la Gancia : ils sont condamnés à être fusillés. Malgré cela, l'épisode de la Gancia donne lieu à une série d'échauffourées qui touchent dans les jours suivants le village de San Lorenzo et les abords de la ville et l'arrière-pays, puis, le calme rétabli après le 13 avril par les forces armées, des manifestations en centre-ville, via Toledo ou via Maqueda jusqu'au débarquement de Garibaldi à Marsala.

## Source
- (it) Cet article est partiellement ou en totalité issu de l’article de Wikipédia en italien intitulé « Rivolta della Gancia » (voir la liste des auteurs).